# Pristilepis oligolepis
Pristilepis oligolepis är en fiskart som först beskrevs av Whitley, 1941.  Pristilepis oligolepis ingår i släktet Pristilepis och familjen Holocentridae. Inga underarter finns listade i Catalogue of Life.